# Irakli Nasidze
Irakli Nasidze (en géorgien : ირაკლი ნასიძე) né en 1973 à Tbilissi, est un styliste et créateur de bijoux géorgien.

## Biographie

### Enfance
Élevé dans une famille aristocratique en Géorgie, Irakli a été introduit dans l’univers de l’art par sa grand-mère. Cette dernière a été déterminante dans la vie d’Irakli, car c’est elle qui l’a poussé vers Paris pour poursuivre ses rêves artistiques. 
En 1996, Irakli diplômé de l’Académie des Beaux-Arts de Tbilissi, s’envole pour Paris où il s'installe.

### Début dans la mode
Arrivé en France dans le cadre d'un programme d'échange d'étudiants, il travaille pour Christian Lacroix et Jean-Louis Scherrer . Il collabore ainsi avec plusieurs maisons, jusqu'en 2002, moment où il se lance dans la haute couture, sous son propre nom.
Il est alors le premier couturier géorgien à présenter une collection en France.
Il continuera quelques collaborations, notamment avec Chopard en 2006, sur les accessoires.

## Couture
En 2002, il participe à  l'exposition « Modes à suivre » au Palais Galliera.
Il présente en 2003 sa seconde collection, pour l'automne/hiver 2003.
Dans un contexte difficile de crise économique, Irakli Nasidze continue à présenter ses collections lors des défilés. En 2010, il est l'invité d'honneur de la première Fashion week géorgienne,, dont il contribue au lancement. Sa collection Automne-Hiver 2010-2011 a été influencée par le compositeur lituanien Mikalojus Konstantinas Čiurlionis.
Irakli, la marque de prêt-à-porter de Nasidze, lancée en 2011, est spécialisée dans la maille,,. Il déclare en 2010 que Catherine Deneuve et Patricia Kaas font partie de ses clientes préférées.

## Accessoires
Irakli Nasidze lance en 2011, en collaboration avec la société géorgienne Zarapxana, une ligne de bijoux,, considérés comme expressifs de la tradition géorgienne.

## Style
Les créations de Irakli Nasidze sont généralement remarquées pour leur « belle créativité », la pureté de leurs formes et leur sensualité,.
On y retrouve des allusions aux origines géorgiennes du créateur par l'usage de techniques ancestrales de leurs métiers d’art, comme des teintures à base de feuille de figuier, de cendre et de brique rouge.